# جنرال جونسون
جنرال جونسون (بالإنجليزية: General Johnson)‏ هو كاتب أغاني ومغن مؤلف ومنتج أسطوانات ومغني وموسيقي أمريكي، ولد في 23 مايو 1941 في نورفولك في الولايات المتحدة، وتوفي في 13 أكتوبر 2010 في أتلانتا في الولايات المتحدة بسبب سرطان الرئة.

## وصلات خارجية
- جنرال جونسون على موقع ميوزك برينز (الإنجليزية)
- جنرال جونسون على موقع أول ميوزيك (الإنجليزية)
- جنرال جونسون على موقع ديسكوغز (الإنجليزية)